# Estación Badano
La estación Badano fue una estación de ferrocarril ubicada en el paraje rural del mismo nombre, partido de Rivadavia, provincia de Buenos Aires, Argentina.

## Servicios
La estación era intermedia de la línea La Plata a Mira Pampa construida por el Ferrocarril Provincial de Buenos Aires, después Ferrocarril General Belgrano, se clausuró durante el gobierno de Arturo Frondizi en 1961 y levantadas las vías durante el gobierno de Onganía.